# Ankica Crnić
Ankica Crnić (Stara Sušica, 25. srpnja 1950.) hrvatska je dijalektalna pjesnikinja s područja Gorskog kotara koja piše na standardnom hrvatskom jeziku, štokavskoj ikavici te kajkavskom dijalektu. Iza nje stoji bogat opus pjesama podijeljenih u tri zbirke, suradništvu na Ravnogorskom rječniku i prikupljanju izvornih riječi u dijalektima kojima se bavi.

## Životopis
Rođena je u Staroj Sušici u obitelji Brenc kao najmlađa od petero djece. Osnovno je obrazovanje stekla u Osnovnoj školi Stara Sušica i Ravna Gora, a srednje obrazovanje u Ekonomskoj školi u Rijeci. Početkom 1970-ih godina, život ju je odveo u Mrkopalj gdje je osnovala obitelj sa suprugom Franjom i dvjema kćerkama Sanjom i Gorankom. Radila je u svojoj struci, a pjesništvo je zadržala kao odmor za misli.

## Stvaralaštvo
Inspirirana goranskim krajem, njegovom ljepotom i težinom življenja, a nadasve svojom obitelji, 1982. godine počela je pisati. 
"Pjesme nailaze neobjašnjivo: pišem, a do kada ću - ne znam."
Prva zbirka pjesama izdana je 1998. godine pod nazivom Tu smo, doma. Sadrži osamdesetak pjesama na dijalektalnom mrkopaljskom, starosušičkom i standardnom jeziku. 
Nekoliko godina kasnije, 2001. godine objavljena je druga zbirka pjesama Goranski tragovi kojom se već počinje naslućivati tematika cjelokupnog opusa - dom, kako stoji u citatu na početku prvoizdane zbirke "Mnogi su za života pročitali razne knjige, pjesme, priče, romane, bajke, ali vjerujem da nitko do kraja nije pročitao lice majke.". Treća zbirka izdana je 2004. godine pod nazivom Zov šume i u toj zbirci kako i sama kaže, pustila je riječi da same teku.
Uz objavljene spomenute zbirke, pjesme su također svjetlo dana ugledale u listu "Hrvatske šume", Goranskom časopisu BBC, Glasniku Delničkog ogranka Matice hrvatske, u knjizi "100 hrvatskih pisaca", itd. Sudjelovala je u izradi Ravnogorskog rječnika, te nastavila baviti se dijalektalistikom.
Pjesme su imali priliku čuti na Goranovom proljeću u Lukovdolu 1995. godine, na Danima hrvatskog šumarstva u Virovitici 1994., na raznim manifestacijama u organizaciji Matice Hrvatske, Ravnogorskim večerima te vrlo često u Mrkoplju na raznim priredbama.
Nekolicina pjesama uglazbljena je, Kako je prvo bilo izvodi se još danas kao igrokaz koji budi rodoljubne osjećaje u mnogim stanovnicima tog kraja, a i onima koji se tako osjećaju. Tijekom godina nakupio se i popriličan broj proznih djela u obliku priča koje čekaju svoje mjesto u nekoj narednoj zbirci, kao i popriličan broj frazema i riječi starosušičkog i mrkopaljskog govornog područja.

## Vanjske poveznice
- ZAMP

1. ↑  (Crnić, Ankica, "Tu smo, doma", Poglavarstvo općine Mrkopalj, Mrkopalj, 1997., ISBN 953-97445-0-4)
2. ↑  (Crnić, Ankica, "Goranski tragovi", Matica hrvatska, Mrkopalj, 2001., ISBN 953-97573-2-1 nevaljani ISBN)
3. ↑  (Crnić, Ankica, "Zov šume", Matica hrvatska, Mrkopalj, 2004., ISBN 953-6947-11-0)